# Selim II.
Selim II. (osmanski turski: سليم ثانى, Selīm-i sānī; 28. svibnja 1524. – 12. prosinca 1574.), također poznat kao "Selim Pijanica" na Zapadu i "Plavokosi Selim" na Istoku, bio je sultan Osmanskog Carstva od 1566. do svoje smrti 1574. godine. Bio je sin sultana Sulejmana Veličanstvenog i sultanije Hurem.

## Životopis
Selim II. postaje sultan nakon dvorskih intriga i pobjede nad braćom tijekom spora oko vlasti i nakon smrti oca Sulejmana I. (Veličanstvenog) 5. rujna 1566. godine i ostaje na vlasti sve do svoje smrti 1574. godine. Za vrijeme vladavine njegovog oca Osmansko Carstvo je dostiglo svoj vrhunac. Za vrijeme vladavine njegovog neodgovornog sina Carstvo je počelo s dugim i sporim procesom opadanja moći. Selim je uspostavljao mirovne ugovore, ali ih je isto tako i kršio. Osvojio je otok Cipar, ali je izgubio pomorsku flotu.
Sva vlast u državi tijekom njegove kratke vladavine se nalazila u rukama očevog velikog vezira Mehmed paše Sokolovića. Zbog svoje velike ljubavi prema vinu poznat je i kao Selim II. Pijanica, a orijentalisti s početka 19. stoljeća navodili su da je upravo zbog ljubavi prema vinu i osvojio Cipar. Međutim, turski i osmanlijski izvori smatraju da su takvi navodi pokušaj zapadnoeuropskih pisaca da demonstriraju slabost sultanovog karaktera i omalovaže njegovu iskrenost po pitanjima vjere.
Osmansko Carstvo u njegovo doba zaključuje novi financijski isplativi mir s Austrijom 1568. godine i osvaja Cipar 1571. godine dok s druge strane doživljava poraze u pomorskoj bitki kod Lepanta 1571. godine i kopnenoj bitki za Astrahan 1569. godine. Nakon što je čuo za poraz u bitki kod Lepanta, navodno je rekao 
.
Poslije njegove smrti 12. prosinca 1574. godine, njegov sin Murat III. nasljeđuje državu i velikog vezira.